# خون پنهان مدفوع
خون پنهان مدفوع (پیخال) (به انگلیسی: occult blood) در برخی از بیماری‌های گوارشی دیده می‌شود مانند سرطان، پولیپ، دیسپلازی‌های عروقی، دیورتیکولیت و… در این حالت وجود خون مخفی در پیخال (مدفوع) با آزمایش گایاک یا تست O.B مشخص می‌شود. برای تشخیص محل دقیق خون‌ریزی، اغلب آزمایش‌های تکمیلی مانند کولونوسکوپی ضروری است.
این مشکل اغلب در بیمارانی یافت می‌شود که برای آزمایش‌های دوره‌ای یا پیگیری کم‌خونی مزمن فقر آهن به پزشک مراجعه نموده‌اند این علامت می‌تواند هشداری برای یک بیماری مهم مانند سرطان روده بزرگ باشد.

## روش کار
در حال حاضر دو روش برای انجام (FOBT (Fecal Occult Blood Test وجود دارد که عبارتند از FOBT گایاک (Guaiac) و FOBT به روش ایمنوشیمی. اکثر FOBTهایی که صورت می‌گیرد با روش گایاک است. در FOBT گایاک از یک کارت دارای پوشش گایاک استفاده می‌شود (گایاک ماده‌ای گیاهی است که به‌عنوان شاخص یا معرف نتایج آزمایش به‌کار می‌رود). پس از قرار دادن نمونه مدفوع بر روی کارت آزمایش، اگر خون در مدفوع وجود داشته باشد رنگ کارت تغییر می‌کند.
در FOBT به روش ایمنوشیمی از یک پادتن (آنتی‌بادی) استفاده می‌شود که به هموگلوبین گلبول قرمز متصل می‌شود و نشان می‌دهد که در مدفوع خون وجود دارد. این روش مزیت‌هایی بر تست گایاک دارد، اما به‌طور گسترده در دسترس نمی‌باشد.
پیش از انجام آزمایش گایاک، نباید برخی غذاها (مانند غذای پروتئینی) یا داروهای خاصی (مانند مسکن‌های غیراستروئیدی) را مصرف نمود، زیرا ممکن است موادی که در برخی از مواد غذایی، ویتامین‌ها، یا داروها موجود است باعث شوند نتیجه تست مثبت باشد (و نشان دهد که در مدفوع خون وجود دارد) که این نتیجه را نتیجه مثبت کاذب می‌نامند.